# Volkswagen Worker
Volkswagen Worker é um modelo de caminhão de médio porte fabricado pela Volkswagen Caminhões de 1981 a 2019, tendo sua linha de produção encerrada junto com seu irmão menor. O Volkswagen Worker vinha em configurações de 4x2 rígido, 4x2 cavalo mecânico,6x2 e 6x2 com dois eixos direcionais, e foi recebendo várias atualizações, tanto estéticas, quanto de mecânica.
O Worker entrou em linha de produção em 1981, sendo o primeiro caminhão da Volkswagen. Nas suas primeiras versões teve motorizações com 130 a 160 cavalos-vapor de potência, o Worker teve versões a álcool, tendo sua produção destinada a canaviais de produção de cana-de-açúcar, e as primeiras versões do Worker a álcool utilizavam a mecânica dos antigos caminhões Dodge E-21, que também era destinada ao uso nos canaviais.